# 波江座EF
波江座EF（EF Eridani，EF Eri，有時會出現錯誤的 EF Eridanus）是一顆屬於高偏振星（或稱為武仙座AM型變星）的強磁場激變變星。歷史上該恆星是星等在14.5到17.3之間變化，雖然自1995年起該恆星星等一直是在亮度變化範圍的下限。波江座EF的系統包含一顆有形成中的亚恒星天體環繞的白矮星。

## 波江座EF B
波江座EF B是一顆有亚恒星天體環繞的白矮星。該天體質量只有0.05倍太陽質量，核心的核融合完全停止。
根據計算，波江座EF B大約在5億年前開始從它的伴星吸積物質，當時兩個天體相距約700萬公里。伴星失去質量時就會開始向主星靠近，至今兩者距離只有70萬公里。
另一顆系統中曾經是恆星的天體則是脈衝星 PSR J1719-1438。

## 外部連結
- Gallery （页面存档备份，存于）
- (CNN) Faded star defies description （页面存档备份，存于）
- AAVSO charts for EF Eridani （页面存档备份，存于）